# Papež Celestin I.
Celestin I.  je bil rimski škof (papež) Rimskokatoliške cerkve, * 4. stoletje (Kampanija, Italija, Zahodno Rimsko cesarstvo); papež izvoljen 10. september 422; † 27. julij 432 Rim (Italija, Rimsko cesarstvo).

## Življenjepis

### Mladost in vzpon
Celestin je bil po rodu Rimljan iz Kampanje v Južni Italiji. Že od mladosti se je vzgajal v samostanu in postal diakon Rimske Cerkve. Večja od njegove učenosti je bila samo še njegova svetost.
Za papeža so ga izvolili 10. septembra 422. Volitve so - v nasprotju z volitvami njegovega predhodnika - potekale mirno in složno.
Hiponski škof Avguštin mu je takoj poslal pozdravno pismo, v katerem ga je prosil, naj ne jemlje pod svoje okrilje fusalskega škofa (Fussala), ki mu je numidijska sinoda odvzela škofovsko dostojanstvo zaradi številnih zlorab. Ta nadpastir je bil namreč nekoč Avguštinov učenec in mu je on pomagal do škofovstva. Nevoščljivost in ošabnost pa sta ga tako obvladala in upropastila, da so se verniki pohujševali. Poleg tega pa se je tako pretvarjal, da je svetega Bonifacija popolnoma zavedel in ga prepričal, da ni heretik. Papež mu je celo napisal priporočilno pismo za numidijske škofe. Budno Celestinovo oko pa je takoj spregledalo jedro zadeve in je on potrdil določbe numidijske sinode, nevrednega škofa pa odstavil. 

## Apostolsko delovanje

### Papež ima prvenstvo
Spor, ki se je zaradi vprašanja pravice priziva na papeža začel že med Zosimom in afriško Cerkvijo in ga je Bonifacij kolikor toliko zgladil, se je spet nadaljeval. Papež je poudarjal – sklicujoč se na sveto pismo in apostolsko tradicijo - da ima kot rimski škof najvišje prizivne pravice, da sme prizive sprejemati in o njih razsojati, afriški škofje pa so s svoje strani trdili - prav glede na zvitega krivoverca, ki se je pred prejšnjim papežem prikazal kot pravoverni kristjan - da nihče nima pravice sklicevati se na kakršnokoli sodno instanco »prek morja« mimo njih. Praktično se je ta spor končal z vdorom Vandalov v severno Afriko, ki so si brez ovir podjarmili nesložne kristjane in tam 428 ustanovili svoje kraljestvo z glavnim mestom Kartagino.

### Uspeh pri pelagijancih ter Ircih
Kot papež je uspešno vabil v edinost Cerkve pelagijance, ki so se ohranili po nekaterih delih Britanije, Galije, Ilirika in Afrike.
Poslal je misionarje v Britanijo. Na Irsko je poslal Paladija, ki je tam postal škof. Nekaj dni pred smrtjo pa je poslal tja Patrika, ki je deželo uspešno pokristjanil.

### Neuspeh pri nestorijancih
V Carigradu (Konstantinoplu) sta začela duhovnik Anastazij in patriarh Nestorij pod vplivom antiohijske teološke šole učiti, da Kristus ni bil Bog in človek v eni osebi; poleg dveh narav je oznanjal tudi dve osebi v Kristusu, božjo in človeško, ter odklanjal Marijino božje materinstvo. aleksandrijski patriarh Ciril pa je trdil v duhu aleksandrijske šole, ki se je držala Atanazijevega in Markovega apostolskega izročila, zagovarjal Kristusovo božanstvo. Pisal je papežu v Rim o vsej zadevi; ker Celestin ni takoj ukrepal, je Nestorij to razlagal v svoj prid. Zato je končno papež Celestin 430 sklical v Rimu sinodo, ki je obsodila Nestorijev nauk. Od njega je papež prek posrednika Cirila zahteval, naj herezijo prekliče v roku desetih dni, vendar brez uspeha.

## Efeški koncil
Vzhod so v Celestinovem času začeli pretresati teološki spori, ki so predvsem za vzhodne Cerkve imeli trajne posledice. Pojavil se je nestorianizem (imenovan po carigrajskem škofu Nestoriju), ki je zagovarjal poleg dveh narav tudi dve osebi v Kristusu, božjo in človeško, ter odklanjal Marijino božje materinstvo.
Razkol se je zaostroval. Naslednje leto je cesar Teodozij II. (408-450) sklical vesoljni koncil v Efezu za vzhodne škofe - papež je tja poslal tri svoje legate, ki so prebrali njegovo pismo z obsodbo nestorijanstva s priporočilom, naj škofje vztrajajo v isti ljubezni, slogi in zvestobi, kakršno je oznanjal apostol Janez, ob čigar relikvijah so zborovali. Koncilski očetje so papeževo pismo navdušeno pozdravili. Koncil, na katerem je bilo navzočih 190 škofov, je začel delo 22. junija 431. Cerkveni zbor je obsodil nestorianizem in poudaril, da je Marija Bogorodica.
Nestorija je koncil izobčil, a cesar ga je pregnal s carigrajskega sedeža. On se je brez ugovora umaknil v svoj samostan v Antiohiji ter umrl v izgnanstvu v Egiptu 450.

### Določbe in dela
- Celestin je določil, da naj duhovniki pred mašo molijo psalme. To je zametek obvezne molitve brevirja.[5]
- V njegovem času je zgrajena še zdaj obstoječa bazilika svete Sabine (Santa Sabina) na Aventinu.
- Ohranjenih je šestnajst njegovih pisem ter ostanki govora o nestorijanstvu na Rimski sinodi 430.[8]
- Ukazal je, da se ne sme odreči odveza tistim heretikom, ki pokažejo iskreno kesanje.[9]

## Smrt in češčenje
Celestin je umrl 27. julija 432 v Rimu. Pokopan je v Priscilinih katakombah; pozneje (820) so njegove relikvije prenesli v cerkev svete Prakside.
Po drugih virih so ga pokopali v cerkvi svetega Silvestra (San Silvestro).

### God
God je imel (kot neobvezni spomin) 7. aprila. Po nekaterih krajih so njegov spomin obhajali 6. aprila.
Po koncilu se obhaja po koledarski preureditvi, ki jo je izvedel Pavel VI., kot neobvezni krajevni spomin 27. julija.